# Pterinochilus
Pterinochilus es un género de arañas migalomorfas de la familia Theraphosidae. Son comúnmente conocidas como tarántulas babuinas y son originarias de África.

## Especies
Según The World Spider Catalog, este género cuenta con un total de 10 especies:
- Pterinochilus alluaudi Berland, 1914 (Kenia)
- Pterinochilus andrewsmithi Gallon, 2009 (Kenia)
- Pterinochilus chordatus Gerstäcker, 1873 (África Oriental)
- Pterinochilus cryptus Gallon, 2008 (Angola)
- Pterinochilus lapalala Gallon & Engelbrecht, 2011 (Sudáfrica)
- Pterinochilus lugardi Pocock, 1900 (Sudáfrica, África Oriental)
- Pterinochilus murinus Pocock, 1897 (Angola, África Central, Sudáfrica, África Oriental)
- Pterinochilus raygabrieli Gallon, 2009 (Kenia)
- Pterinochilus simoni Berland, 1917 (Angola, República Democrática del Congo)
- Pterinochilus vorax Pocock, 1897 (Angola, África Central, África Oriental)